# Sint-Vituskerk (Blauwhuis)
De Sint-Vituskerk is een rooms-katholieke, aan Sint-Vitus gewijde kerk in het Friese dorp Blauwhuis. De kerk werd in 1869-1871 gebouwd naar ontwerp van rijksbouwmeester P.J.H. Cuypers. De opzichter, C.H. Peters, werd later eveneens rijksbouwmeester.
De driebeukige kruisbasiliek in neogotische stijl heeft een voorstaande toren met een naaldspits. Zowel de hoofdtoren als de dakruiter hebben een achtkantige spits tussen vier topgevels. Dit is een element dat Cuypers vaker toepaste, evenals de afwisseling van zwaardere en lichtere kolommen in het interieur. Niettemin zijn zowel dit alternerend stelsel als de vorm van de spitsen ongebruikelijk voor neogotische kerken in Nederland. Cuypers zou zich bij het ontwerp hebben laten inspireren door de Engelse Victoriaanse kerkarchitectuur.

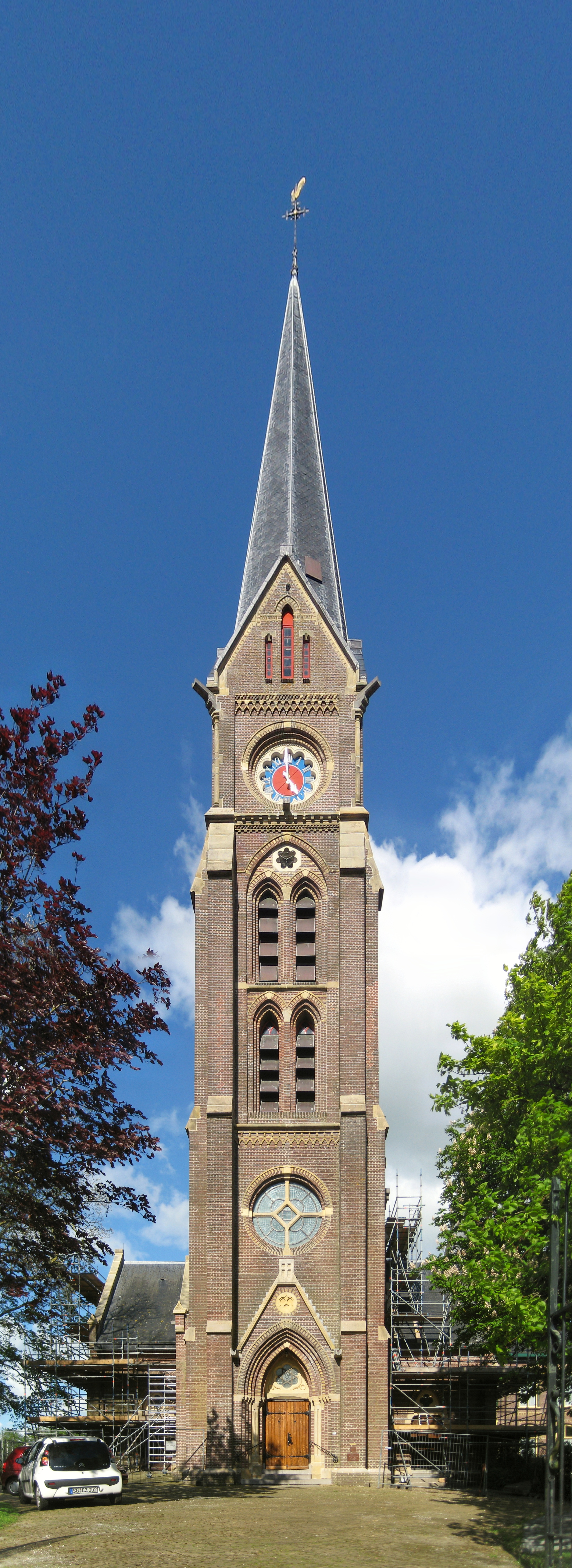
De toren in 2014